# Ravensburger Haus
Das Ravensburger Haus ist eine Schutzhütte der Kategorie II der Sektion Ravensburg des Deutschen Alpenvereins. Die Selbstversorgerhütte liegt in den Allgäuer Alpen in Bayern.
Das Haus dient unter anderem als Stützpunkt für Familien, Gruppen, Schullandwochen sowie Sommer- und Wintercamps.

## Geschichte
Nach der Wiedergründung der Sektion Ravensburg 1949 war es selbstverständlich, dass der Skilauf eine besondere Aufgabe des Vereins werden müsse. Besonders die Jugend brauchte einen schneesicheren Standort und eine billige Unterkunft, eine Schihütte. Die Alpe Hausersberg im Simansgundertal bei Steibis war 1950 frei und konnte angemietet werden. Im Sommer war die Alpe von einem Bauern mit seinem Vieh aus Steibis bewohnt. Die Einrichtung war sehr einfach, und die Sektion musste das ganze Inventar stellen. Die Hütte war gut besucht und es wurde nach einer Erweiterung der Hütte nachgedacht. Da mit dem Verpächter über Ausbau und Verbesserung bis hin zum Kauf keine Einigung zu erzielen war, gab es nur eine Möglichkeit, nämlich im Steibiser Gebiet eine neue Schiheimat zu suchen.
Die Sektion fand 1964 in Steibis im Ortsteil Schindelberg am Glockenburger Hang ein angefangenes Haus, ein Bretterhaus, und wartete auf Vollendung. Der Besitzer, ein Bauer, wollte nicht mehr weiterbauen. Die Sektion war mit ihm bald handelseinig, konnte Haus und Gelände erwerben, und am 1. Mai 1964 konnte mit dem Bau begonnen werden. Am 5. Dezember 1965 konnte die neue Schihütte in Steibis eingeweiht werden.
Nach einigen Jahren stellten sich einige Mängel heraus, die beim ersten sparsamen Ausbau nicht abzusehen waren. 1980 wurde die Hütte großzügig saniert und modernisiert. Eine neue Gasheizung wurde eingebaut, die Küche völlig erneuert, Trocken- und Schuhraum vergrößert, neue Zimmer gebaut, die Sanitären Anlagen erweitert und die Außenwände neu geschindelt und isoliert. Für den Gastank wurde extra ein kleines spezielles Haus gebaut. Im Herbst 1982 wurde der Weg zur Hütte ausgebaut. Im September 1984 konnte der angebaute Stall erworben werden, die nächste Ausbauaufgabe stand schon wieder an.
In den Jahren 1993 und 1998 erfolgte der umfangreiche Umbau der Schihütte in Steibis. Mit der Einweihung wurde die Hütte feierlich in „Ravensburger Haus“ umfirmiert und durch den Umbau in den heutigen Ausbauzustand versetzt.

## Umliegende Hütten
- Alpe Hohenschwand der Sektion SSV Ulm 1846
- Altes Höfle der Sektion Neu-Ulm
- Haus Missen der Sektion SSV Ulm 1846
- Otto-Schwegler-Hütte der Sektion Augsburg
- Schwandalpe der Sektion Ulm
- Staufner Haus der Sektion Oberstaufen-Lindenberg

## Touren
- Steibis (861 m), Gehzeit: circa 15 Minuten.
- Hochhädrich (1565 m), Gehzeit: circa 2½ Stunden
- Staufner Haus (1634 m), Gehzeit: circa 3 Stunden.
- Sommertouren und Wintertouren[4]
- Prodel – Denneberg – Klammen – Himmeleck
- Fluh – Kojen
- Imberg
- Häderich/Falken lmbergsattel – Hörmoosalpe – Häderich.
- Weiterweg Eineguntkopf – Seelekopf – Hochgrat
- Hochgrat – Rindalphorn: Wege auf die höchsten Nagelfluhberge.

## Karten
- Alpenvereinskarte BY 1 Allgäuer Voralpen West – Nagelfluhkette, Hörnergruppe (1:25.000)